# Un anno vissuto pericolosamente
Un anno vissuto pericolosamente (The Year of Living Dangerously) è un film sentimentale del 1982. Diretto da Peter Weir e scritto da Weir con David Williamson, è tratto dal romanzo omonimo dell'australiano Christopher Koch, pubblicato nel 1978.
La storia è ambientata in Indonesia durante il rovesciamento del presidente Sukarno e parla della relazione amorosa tra Guy Hamilton (Mel Gibson), un giornalista australiano, e Jill (Sigourney Weaver), un'impiegata dell'ambasciata britannica. 
Jill è molto legata al fotografo nano cino-australiano Billy Kwan, interpretato da Linda Hunt, che per questo ruolo ha vinto il Premio Oscar per la migliore attrice non protagonista. Attorno a questo triangolo, un gruppo di corrispondenti esteri segue gli eventi sempre più drammatici che porteranno al tentato colpo di Stato del Movimento 30 settembre, nel 1965. Il film fu girato tra Australia e Filippine.
Il titolo originale è la traduzione in inglese di Tahun Vivere Pericoloso, titolo del discorso tenuto per il giorno dell'Indipendenza del 1964 dal presidente indonesiano Sukarno. L'espressione "vivere pericoloso" è in italiano nel testo originale.
Fu presentato in concorso al 36º Festival di Cannes. La proiezione del film fu bandita in Indonesia fino al 2000, ed avvenne solo dopo le forzate dimissioni del successore di Sukarno, Suharto.

## Trama
Nel 1965 il giornalista australiano Guy Hamilton giunge in Indonesia per svolgere il suo primo incarico di inviato all'estero; il collega che deve sostituire però è dovuto partire improvvisamente lasciandolo senza consegne e senza contatti per svolgere il suo lavoro che, a causa della sua condizione di "sconosciuto" si presenta già pieno di difficoltà. In suo aiuto accorre Billy Kwan, fotografo e cameraman che, avendolo preso in simpatia, si offre di condividere con lui la sua esperienza e le sue molteplici conoscenze nell'ambiente del paese.
Guy è incuriosito dalla personalità di Billy, personaggio a volte ambiguo ma pieno di risorse, tanto da consentirgli un'intervista con il capo del partito comunista che colleghi molto più autorevoli di lui non sono riusciti a incontrare, ed è sempre grazie al piccolo collaboratore che fa anche la conoscenza di Jill Bryant, un'assistente dell'addetto militare presso l'ambasciata britannica di Giacarta, da cui resta affascinato.
Il rapporto fra i due sembra essere stato "disegnato" da Billy e prosegue finché inizia una relazione che, a causa della partenza a breve di lei, non sembra avere un reale futuro. Jill riceve la notizia riservata dell'imminente arrivo di una nave proveniente da Shanghai con un carico di armi destinate ai ribelli del Partito comunista indonesiano. La donna si rende conto che ciò rappresenta l'inizio di una possibile guerra civile e che tutti gli occidentali che risiedono nel paese corrono grave pericolo; informa Guy ma il giornalista decide di utilizzare la notizia per realizzare uno scoop che potrebbe avvantaggiare la sua carriera.
Jill e Billy, entrambi delusi e amareggiati dal suo comportamento lo abbandonano e mentre lui inizia le sue indagini Billy, rimasto colpito dalla morte per stenti del bimbo di una donna che lui aiutava, si rende conto della politica lontana dai bisogni della popolazione del presidente Sukarno, fino ad allora da lui invece stimato, e decide, durante una riunione diplomatica in cui egli sarà presente, di appendere uno striscione a una finestra dell'hotel che in inglese recita semplicemente "Sukarno, feed your people" (letteralmente in italiano "Sukarno, sfama la tua gente) ma gli agenti fanno irruzione nella stanza e, dopo avere sequestrato lo striscione, lo uccidono gettandolo giù dalla finestra.
Il 30 settembre avviene il colpo di Stato che dovrebbe portare il partito comunista al governo ma i militari reprimono sanguinosamente la rivolta; Guy viene ferito gravemente a un occhio subendo il distacco della retina ma, pur di non perdere l'amore di Jill, si precipita all'aeroporto rinunciando stavolta alle opportunità che la nuova drammatica situazione potrebbe offrirgli per il suo lavoro e si riunisce a lei.

## Curiosità
Il personaggio del fotografo Billy Kwan nel film è impersonato da una donna, Linda Hunt che, alla sua prima interpretazione, ricevette l'oscar come miglior attrice non protagonista.

## Distribuzione
Il film è uscito il 18 dicembre 1982 in Australia. Negli Stati Uniti è uscito il 18 febbraio 1983 e poi è stato presentato al Festival di Cannes 1983. In Italia è arrivato nei cinema il 23 settembre 1983.

## Tagline
- «A Love Caught In The Fire Of Revolution»
- «Il rischio faceva parte del mestiere»

## Premi
- Premi Oscar 1984: miglior attrice non protagonista (Linda Hunt)
- National Board of Review Awards 1983: miglior attrice non protagonista (Linda Hunt)
- Kansas City Film Critics Circle Awards 1984: miglior attrice non protagonista (Linda Hunt)